# Maison des syndicats de Belgrade
La maison des syndicats (en serbe cyrillique : Дом синдиката ; en serbe latin :Dom sindikata) est un édifice de Belgrade, la capitale de la Serbie. Il est situé sur la place Nikola Pašić (Trg Nikole Pašića), dans la municipalité de Stari grad. Elle est inscrite sur la liste des monuments culturels protégés de la république de Serbie (identifiant no SK 2115) et sur la liste des biens culturels de la ville de Belgrade.

## Présentation

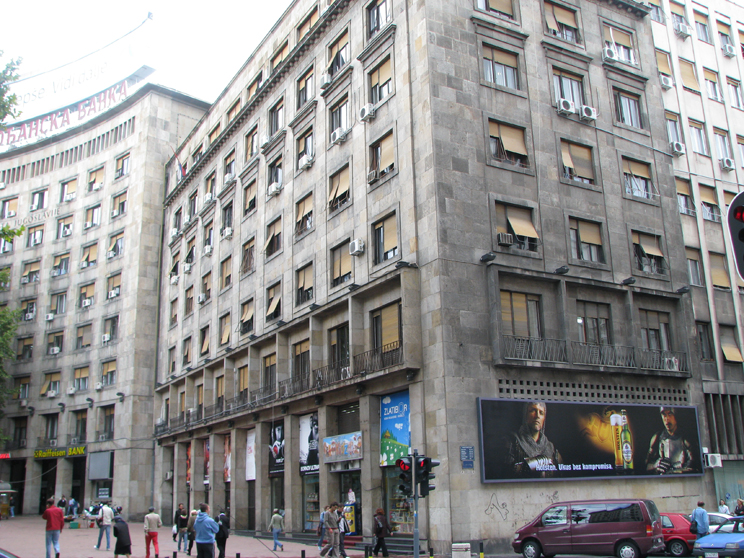
Autre vue de l'édifice

La maison des syndicats a été achevée en 1955. Construite à l'époque de la république fédérative socialiste de Yougoslavie, elle est caractéristique de l'influence du réalisme socialiste soviétique sur l'architecture de l'époque titiste.
L'édifice a d'abord été occupé par les « syndicats des travailleurs » (radnički sindikati), qui lui donnent son nom actuel. En 1957, l'architecte Branko Petričić a adapté le bâtiment, et notamment la salle de congrès, pour en faire un centre culturel. Le centre a été inauguré par la première projection du film yougoslave Samo ljudi de Branko Bauer. Jusqu'à l'ouverture du Sava Centar en 1977, la maison des syndicats a joué un rôle de premier plan dans la vie culturelle belgradoise, en accueillant notamment le Festival international du film de Belgrade. Des vedettes internationales comme Louis Armstrong, Rita Pavone, Ella Fitzgerald, B. B. King ou Miles Davis s'y sont produits.
La maison des syndicats abrite encore aujourd'hui des salles de cinéma ; on y organise également des concerts et des séminaires. L'ensemble du bâtiment s'étend sur 16 000 m2 et la « Salle de la maison des syndicats » 6 250 m2, répartie en quatre espaces dont la grande salle qui peut accueillir 1 600 spectateurs.